# 納納-曼貝雷省
納納-曼貝雷省（法語：Prefecture de Nana-Mambéré）是中非共和国16省之一，首府布阿尔。該省面积為26,600平方公里，根據2003年人口普查，當地人口為233,666。